# Sam & Cat
Sam & Cat är en amerikansk sitcom som hade premiär 29 september 2013 i Sverige på TV-kanalen Nickelodeon. Det är en spinoff på både iCarly och Victorious. I huvudrollerna syns Jennette McCurdy som Sam Puckett och Ariana Grande som Cat Valentine. Tjejerna träffas av en olyckshändelse men blir sedan rumskompisar och startar en barnvaktsfirma för att tjäna lite extra pengar. 
Serien hade premiär i USA den 8 juni 2013 och hade publiksiffror på 4,2 miljoner tittare.

## Handling
Efter en massa galna och roliga upptåg hamnar både Sam Puckett och Cat Valentine i Los Angeles, i samma hus. Eftersom de inte har några pengar att försörja sig med beslutar de sig för att tjäna lite snabba pengar som barnvakter, för att sedan inse att det ligger stora pengar i små barn.

## Karaktärer

### Huvudkaraktärer
- Jennette McCurdy som Sam Puckett. Hon är väldigt tuff och aggressiv, men har även en väldigt snäll sida. Sam gillar kött (och annan mat). Hon kör även motorcykel. Innan hon kom till Los Angeles och träffade Cat, bodde hon i Seattle med sin mamma, och gjorde webb-showen Icarly tillsammans med Carly Shay (Miranda Cosgrove), Freddie Benson (Nathan Kress) och Gibby (Noah Munck).

- Ariana Grande som Cat Valentine. Hon är en söt flicka med rött hår, men hon är inte den smartaste. Hon har väldigt ljus röst och säger ofta konstiga saker som inte alls har med ämnet att göra. När hon inte är hemma med Sam är hon i skolan Hollywood arts tillsammans med sina kompisar Tori Vega (Victoria Justice), Andre Harris (Leon Thomas), Jade West (Elisabeth Gillies), Beck Oliver (Avan Jogia), Robbie Shapiro (Matt Bennett) och Trina Vega (Daniella Monet) som man kunde se i tv-serien Victorious.

- Cameron Ocasio som Dice. Han bor granne med Sam och Cat. Han är smart för sin ålder (13 år). Han brukar vara den som Sam frågar när hon vill ha olika saker som till exempel falska körkort eller dynamit.

### Återkommande karaktärer
- Maree Cheatham som Nona Valentine, Cats mormor. Hon flyttade ut ur lägenheten som hon delade med Cat och in till Elderly Acres (ålderdomshem) för att vara närmare sina vänner och så att Sam kunde flytta in.
- Zoran Korach som Goomer, en professionell MMA-spelare. Han är 27 år men beter sig ungefär som en femåring. Han blir väldigt lätt förvirrad. Trots sitt barnsliga beteende är han väldigt bra på att slåss. Dice tog över som manager efter att hans förre manager tyckte att Goomer var "för dum för att ta hand om". I avsnittet "#MommaGoomer" berättas det att Goomer var adopterad och att han riktiga namn är Gieu Merr efter hans franska pappa.
- Sophia Grace & Rosie som Ruby och Gwen. Två brittiska tjejer som Sam och Cat är barnvakt till i avsnittet "#TheBritBrats". Först verkar de väldigt trevliga, men efter att de lurat både Sam, Cat och Dice märks deras onda sidor.
- Dan Schnieder som röst till Tandy, en röd robot som jobbar på restaurangen Bots som servitör.
- Lisa Lillien som röst till Bungle, en blå robot som jobbar på restaurangen Bots som servitör.
- Ronnie Clark som Herb, en hemlös man som det alltid händer bra grejer för.

### Gästskådespelare
- Eric Lange som Mr. Sikowitz, Cats skådespelarlärare från Hollywood Arts High School i Victorious.
- Penny Marshall och Cindy Williams som Sylvia Burke och Janice Dobbins, skaparna av Salmon Cat, en TV-serie från 1970. (Marshall och Williams är kända för att spela Laverne och Shirley i Laverne & Shirley.)
- Kel Mitchell, som Peezy B, en stor rapstjärna som hyr Sam som assistent.
- Scott Baio, som konstapel Kelvin, en polis som arresterar Cat när hon råkar stjäla pengar från en ATM.
- Nathan Kress som Freddie Benson, Sams vän från Seattle och ex-pojkvän. Han älskar allt tekniskt, och jobbade som producent och kameraman i webbshowen  iCarly.
- Elizabeth Gillies som Jade West, Cats vän från Hollywood Arts. Hon är mystisk, aggressiv, och våldsam, men precis som Sam har även hon en snäll sida.
- Matt Bennett som Robbie Shapiro, Cats vän och älskare. Han är en buktalande nörd som alltid går runt med sin docka Rex.
- Michael Eric Reid som Sinjin Van Cleef, Cats vän från Hollywood Arts. Han är märklig och stalkar de flesta.

## Historia
Den 3 augusti 2012 meddelade Nickelodeon att Dan Schneider, skaparen av iCarly och Victorious, skulle göra en "pilot" för en spinoff av de båda tidigare serierna. De berättade att namnet på den nya serien skulle vara Sam & Cat. Serien började produceras i januari 2013 och hade sedan premiär redan 8 juni 2013 i USA. 11 juli 2013 förnyade Nickelodeon kontraktet för Sam & Cats första säsong med 20 nya avsnitt, vilket innebar att första säsongen skulle ha 40 avsnitt.

## Avsnitt

### Översikt
| Säsong | Säsong | Avsnitt | Sändes i USA | Sändes i USA | Sändes i Sverige  | Sändes i Sverige |
| Säsong | Säsong | Avsnitt | Premiär      | Finale       | Premiär           | Finale           |
| ------ | ------ | ------- | ------------ | ------------ | ----------------- | ---------------- |
|        | 1      | 35      | 8 juni 2013  | 17 juli 2014 | 29 september 2013 | TBA              |

### Lista av episoder
| Avsnitt total | Titel                                                                  | Regisserad av  | Skriven av                                        | Sändes i USA      | Sändes i Sverige | Produktkod |
| ------------- | ---------------------------------------------------------------------- | -------------- | ------------------------------------------------- | ----------------- | ---------------- | ---------- |
| 1             | "Pilot (#Pilot)"                                                       | Steve Hoefer   | Dan Schneider                                     | 8 juni 2013       |                  | 101        |
| 2             | "#FavoritShow (#FavoriteShow)"                                         | Steve Hoefer   | Dan Schneider                                     | 15 juni 2013      |                  | 102        |
| 3             | "Brittbratzen (#TheBritBrats)"                                         | Adam Weissman  | Dan Schneider & Jake Farrow                       | 22 juni 2013      |                  | 104        |
| 4             | "#NyGet (#NewGoat)"                                                    | Steve Hoefer   | Dan Schneider & Warren Bell                       | 29 juni 2013      |                  | 103        |
| 5             | "Smstävlingen (#TextingCompetition)"                                   | Russ Reinsel   | Dan Schneider & Christopher J. Nowak              | 13 juli 2013      |                  | 108        |
| 6             | "Barnvaktskriget (#BabysitterWar)"                                     | Steve Hoefer   | Dan Schneider & Christopher J. Nowak              | 20 juli 2013      |                  | 105        |
| 7             | "#GoomerSitting"                                                       | Adam Weissman  | Dan Schneider & Warren Bell                       | 27 juli 2013      |                  | 106        |
| 8             | "#ToddlerClimbing"                                                     | Adam Weissman  | Dan Schneider & Jake Farrow                       | 3 augusti 2013    |                  | 107        |
| 9             | "Groomers mamma (#MommaGoomer)"                                        | Dan Frischman  | Dan Schneider & Christopher J. Nowak              | 10 augusti 2013   |                  | 111        |
| 10            | "Barnvaktsreklamen (#BabysittingCommercial)"                           | Steve Hoefer   | Dan Schneider & Warren Bell                       | 14 september 2013 |                  | 112        |
| 11            | "#RevengeOfTheBritBrats"                                               | Adam Weissman  | Dan Schneider & Warren Bell                       | 21 september 2013 |                  | 109        |
| 12            | "Motorcykelmysteriet (#MotorcycleMystery)"                             | Steve Hoefer   | Dan Schneider & Jake Farrow                       | 28 september 2013 |                  | 110        |
| 13            | "Hemliga kassaskåpet (#SecretSafe)"                                    | Adam Weissman  | Dan Schneider & Jake Farrow                       | 5 oktober 2013    |                  | 113        |
| 14            | "Stackars Oscar (#OscarTheOuch)"                                       | Russ Reinsel   | Dan Schneider & Dave Malkoff                      | 12 oktober 2013   |                  | 115        |
| 15            | "#DollSitting"                                                         | Steve Hoefer   | Dan Schneider & Christopher J. Nowak              | 19 oktober 2013   |                  | 114        |
| 16            | "#PeezyB"                                                              | Paul Coy Allen | Dan Schneider & Jake Farrow                       | 2 november 2013   |                  | 119        |
| 17            | "#SalmonCat"                                                           | Russ Reinsel   | Dan Schneider & Christopher J. Nowak              | 9 november 2013   |                  | 117        |
| 18            | "Tvinfektion (#Twinfection)"                                           | Steve Hoefer   | Dan Schneider & Jake Farrow                       | 16 november 2013  |                  | 116        |
| 19            | "Min Poober (#MyPoober)"                                               | Steve Hoefer   | Dan Schneider & Warren Bell                       | 23 november 2013  |                  | 118        |
| 20            | "#MadAboutShoe"                                                        | Steve Hoefer   | Lisa Lillien Dan Schneider & Christopher J. Nowak | 30 november 2013  |                  | 120        |
| 21            | "#EnMagiskBankomat (#MagicATM)"                                        | Adam Weissman  | Dan Schneider & Christopher J. Nowak              | 4 januari 2014    |                  | 123        |
| 22            | "#Lumpatious"                                                          | Russ Reinsel   | Dan Schneider & Jake Farrow                       | 11 januari 2014   |                  | 122        |
| 23            | "Dödshoppet Över Tonfisk (#TheKillerTunaJump: #Freddie #Jade #Robbie)" | Adam Weissman  | Dan Schneider & Warren Bell                       | 18 januari 2014   |                  | 999        |
| 24            | "#YayDay"                                                              | Steve Hoefer   | Dan Schneider & Warren Bell                       | 20 januari 2014   |                  | 121        |
| 25            | "#BrainCrush"                                                          | Dan Frischman  | Dan Schneider & Jake Farrow                       | 8 februari 2014   |                  | 126        |
| 26            | "#BlueDogSoda"                                                         | Adam Weissman  | Christopher J. Nowak & Dan Schneider              | 15 februari 2014  |                  | 127        |
| 27            | "#BlooperEpisode"                                                      | Adam Weissman  | Dan Schneider & Jake Farrow                       | 22 februari 2014  |                  | 128        |
| 28            | "#FresnoGirl"                                                          | Steve Hoefer   | Dan Schneider & Christopher J. Nowak              | 15 mars 2014      |                  | 129        |
| 29            | "#StuckInABox"                                                         | Dan Frischman  | Dan Schneider & Warren Bell                       | 22 mars 2014      |                  | 130        |
| 30            | "#SuperPsycho"                                                         | Steve Hoefer   | Dan Schneider & Warren Bell                       | 29 mars 2014      |                  | 133        |
| 31            | "#DroneBabyDrone"                                                      | Russ Reinsel   | Dan Schneider & Jake Farrow                       | 12 april 2014     |                  | 131        |
| 32            | "#FirstClassProblems"                                                  | Steve Hoefer   | Dan Schneider & Christopher J. Nowak              | 26 april 2014     |                  | 132        |
| 33            | "#KnockOut"                                                            | Russ Reinsel   | Dan Schneider & Jake Farrow                       | 7 juni 2014       |                  | 134        |
| 34            | "#WeStealARockStar"                                                    | Steve Hoefer   | Dan Schneider & Christopher J. Nowak              | 12 juli 2014      |                  | 135        |
| 35            | "#GettinWiggy"                                                         | Russ Reinsel   | Dan Schneider & Warren Bell Andrew Thomas         | 17 juli 2014      |                  | 136        |